# 穹蒼蝴蝶魚
穹蒼蝴蝶魚（學名：Chaetodon dialeucos），為輻鰭魚綱鱸形目蝴蝶魚科的其中一種。分布於西印度洋阿曼海域，深度1-10公尺，本魚體呈方形，全身為深棕色，鰓蓋後方有一條粗的白色橫紋，體被圓鱗，形成網狀紋，背鰭硬棘12枚；背鰭軟條21-22枚；臀鰭硬棘3枚；臀鰭軟條 19枚，體長可達18公分，棲息在岩礁或珊瑚礁，通常成對出現，屬肉食性，生活習性不明，可做為觀賞魚。

## 擴展閱讀
維基物種上的相關：穹蒼蝴蝶魚